# Detroit Shock 2000
La stagione 2000 delle Detroit Shock fu la 3ª nella WNBA per la franchigia.
Le Detroit Shock arrivarono quinte nella Eastern Conference con un record di 14-18, non qualificandosi per i play-off.

## Roster
| N° | Naz.                   | Ruolo | Sportivo            | Anno | Alt. | Peso |
| -- | ---------------------- | ----- | ------------------- | ---- | ---- | ---- |
| 0  | Stati Uniti (bandiera) | C     | Olympia Scott       | 1976 | 188  | 79   |
| 3  | Stati Uniti (bandiera) | A     | Wendy Palmer        | 1974 | 188  | 75   |
| 7  | Russia (bandiera)      | C     | Oksana Zakaljužnaja | 1977 | 198  | 79   |
| 9  | Brasile (bandiera)     | G     | Claudinha           | 1975 | 170  | 62   |
| 10 | Stati Uniti (bandiera) | A     | Dominique Canty     | 1977 | 178  | 73   |
| 12 | Stati Uniti (bandiera) | G     | Madinah Slaise      | 1973 | 173  | 78   |
| 17 | Russia (bandiera)      | A     | Elena Tornikidu     | 1965 | 185  | 73   |
| 24 | Stati Uniti (bandiera) | GA    | Edwina Brown        | 1978 | 175  | 75   |
| 30 | Stati Uniti (bandiera) | G     | Anna DeForge        | 1976 | 178  | 73   |
| 35 | Stati Uniti (bandiera) | G     | Tamicha Jackson     | 1978 | 168  | 53   |
| 40 | Stati Uniti (bandiera) | A     | Joy Holmes          | 1969 | 178  | 75   |
| 44 | Senegal (bandiera)     | A     | Astou Ndiaye        | 1973 | 191  | 83   |
| 54 | Stati Uniti (bandiera) | AC    | Barbara Farris      | 1976 | 191  | 88   |

## Staff tecnico
- Allenatore: Nancy Lieberman
- Vice-allenatori: Greg Williams, Steve Smith